# Koki Sugimori
Koki Sugimori (杉森 考起 Sugimori Kōki?, nacido el 5 de abril de 1997 en Kasugai, Aichi) es un futbolista japonés que se desempeña como centrocampista en el Tokushima Vortis de la J2 League.

## Trayectoria

### Clubes
| Club                       | País  | Año         |
| -------------------------- | ----- | ----------- |
| Nagoya Grampus             | Japón | 2014 -      |
| J. League sub-22 (cedido)  | Japón | 2014 - 2015 |
| FC Machida Zelvia (cedido) | Japón | 2018        |
| Tokushima Vortis (cedido)  | Japón | 2020 -      |

## Estadística de carrera

### J. League
| Club             | Año   | J. League | J. League | Copa J. League | Copa J. League | Total | Total |
| Club             | Año   | Part.     | Goles     | Part.          | Goles          | Part. | Goles |
| ---------------- | ----- | --------- | --------- | -------------- | -------------- | ----- | ----- |
| Nagoya Grampus   | 2014  | 0         | 0         | 1              | 0              | 1     | 0     |
| Nagoya Grampus   | 2015  | 4         | 0         | 2              | 0              | 6     | 0     |
| Nagoya Grampus   | 2016  | 1         | 0         | 3              | 0              | 4     | 0     |
| Nagoya Grampus   | 2017  | 26        | 2         | -              | -              | 26    | 2     |
| J. League sub-22 | 2014  | 3         | 0         | -              | -              | 3     | 0     |
| J. League sub-22 | 2015  | 11        | 5         | -              | -              | 11    | 5     |
| Total            | Total | 45        | 7         | 6              | 0              | 51    | 7     |